# مسجد تومبول
مسجد تومبول (بلغاری: Томбул джамия ترکی استانبولی: Tombul Camii) که با نام شریف خلیل پاشا نیز شناخته می‌شود، بزرگترین مسجد بلغارستان در شهر شومن، و یکی از بزرگترین مساجد بالکان که متعلق به ترک‌های بلغارستان می‌باشد. مسجد تومبول به سبک معماری عثمانی به صورت تک مناره‌ای با ارتفاع ۲۵ متر در سال ۱۷۴۴ میلادی بنیان‌گذاری شده‌است.